# Play and pray
「play and pray」（プレイ・アンド・プレイ）は、2008年6月25日にリリースした韓国人歌手・Kの、日本で10枚目のシングル。

## 収録曲
1. play and pray [4:57]
作詞：K、作曲・編曲：渡辺未来
  - 「山崎製パン」CMソング
2. Believe in love you [4:57]
作詞：K、作曲：K・NAOKI-T、編曲：NAOKI-T
3. Lovin' You [4:04]
作詞・作曲：リチャード・ラドルフ・ミニー・リパートン
4. play and pray（less vocal）